# Raja Bell
Raja Dia Bell (Saint Croix, Islas Vírgenes de los Estados Unidos, 19 de septiembre de 1976) es un exjugador de baloncesto estadounidense que jugó 13 temporadas como profesional; 1 en la CBA y 12 en la NBA. Actualmente ejerce como director de administración de jugadores en los Cleveland Cavaliers.

## Trayectoria deportiva

### Universidad
Jugó durante dos años con los Terriers de la Universidad de Boston (1994-1996), para posteriormente acudir a la Universidad Internacional de Florida, donde concluyó sus estudios en 1999, tras dos años con los Panthers.

### Profesional
Tras no ser elegido en el draft de 1999, firmó por los Yakima Sun Kings de la Continental Basketball Association (CBA), donde fue elegido en el mejor quinteto de debutantes en el 2000.
A pesar de firmar con San Antonio Spurs en agosto del 2000, nunca llgó a debutar y su primer equipo NBA fue Philadelphia 76ers, donde tras un par de contratos de 10 días en abril de 2001 firma hasta final de temporada y una más.
En septiembre de 2002, llegó a tener contrato con el TAU Vitoria, aunque no llegó a debutar.
El 1 de octubre de 2002 firma por Dallas Mavericks, donde solo jugó una temporada. 
El 23 de septiembre de 2003 firma por Utah Jazz, donde completó su mejor temporada desde su llegada a la NBA. 
El 3 de agosto de 2005, llega a Phoenix Suns donde estuvo tres temporadas. En la temporada 2006-07 fue incluido en el mejor quinteto defensivo de la liga, junto con Bruce Bowen, Kobe Bryant, Marcus Camby y Tim Duncan.
El 10 de diciembre de 2008, fue traspasado junto a Boris Diaw y Sean Singletary a Charlotte Bobcats a cambio de Jason Richardson, Jared Dudley y una segunda ronda del draft de 2010.
El 16 de noviembre de 2009, fue traspasado a Golden State Warriors junto con Vladimir Radmanović a cambio de Stephen Jackson y Acie Law.
El 14 de julio de 2010, Bell firmó un contrato de 10 millones de dólares y tres años con Utah Jazz. Sin embargo su relación con la directiva no fue muy buena y apenas jugó. Finalmente el 10 de marzo de 2013, fue cortado por los Jazz.

### Retirada
El 13 de febrero de 2014, Bell anunció oficialmente su retirada del baloncesto.
El 1 de octubre de 2014, los Cleveland Cavaliers anuncian su contratación como Director of Player Administration.

## Estadísticas de su carrera en la NBA

### Temporada regular
| Año     | Equipo       | PJ  | PT  | MPP  | %TC  | %3P   | %TL   | RPP | APP | ROB | TPP | PPP  |
| ------- | ------------ | --- | --- | ---- | ---- | ----- | ----- | --- | --- | --- | --- | ---- |
| 2000-01 | Philadelphia | 5   | 0   | 6.0  | .286 | .333  | .000  | .2  | .0  | .2  | .0  | 1.0  |
| 2001-02 | Philadelphia | 74  | 12  | 12.0 | .429 | .273  | .750  | 1.5 | 1.0 | .3  | .1  | 3.4  |
| 2002-03 | Dallas       | 75  | 32  | 15.6 | .441 | .412  | .676  | 1.9 | .8  | .7  | .1  | 3.1  |
| 2003-04 | Utah         | 82  | 4   | 24.6 | .409 | .373  | .786  | 2.9 | 1.3 | .8  | .2  | 11.2 |
| 2004-05 | Utah         | 63  | 32  | 28.4 | .454 | .403  | .747  | 3.2 | 1.4 | .7  | .1  | 12.3 |
| 2005-06 | Phoenix      | 79  | 79  | 37.5 | .457 | .442  | .788  | 3.2 | 2.6 | 1.0 | .3  | 14.7 |
| 2006-07 | Phoenix      | 78  | 78  | 37.4 | .432 | .413  | .776  | 3.2 | 2.5 | .6  | .3  | 14.7 |
| 2007-08 | Phoenix      | 75  | 75  | 35.3 | .421 | .401  | .868  | 3.7 | 2.2 | .7  | .4  | 11.9 |
| 2008-09 | Phoenix      | 22  | 22  | 32.4 | .429 | .468  | .762  | 2.9 | 1.3 | .6  | .1  | 9.6  |
| 2008-09 | Charlotte    | 45  | 44  | 35.6 | .440 | .395  | .877  | 4.0 | 2.5 | .8  | .1  | 13.0 |
| 2009-10 | Charlotte    | 5   | 5   | 31.4 | .436 | .375  | 1.000 | 4.2 | 2.0 | .8  | .4  | 12.0 |
| 2009-10 | Golden State | 1   | 0   | 23.0 | .667 | 1.000 | .000  | 2.0 | 3.0 | .0  | .0  | 11.0 |
| 2010-11 | Utah         | 68  | 63  | 30.8 | .409 | .352  | .892  | 2.6 | 1.7 | .8  | .2  | 8.0  |
| 2011-12 | Utah         | 34  | 33  | 23.4 | .466 | .391  | .840  | 1.4 | 1.1 | .4  | .1  | 6.4  |
| Total   | Total        | 706 | 479 | 28.1 | .434 | .406  | .799  | 2.8 | 1.7 | .7  | .2  | 9.9  |

### Playoffs
| Año     | Equipo       | PJ | PT | MPP  | %TC  | %3P  | %TL  | RPP | APP | ROB | TPP | PPP  |
| ------- | ------------ | -- | -- | ---- | ---- | ---- | ---- | --- | --- | --- | --- | ---- |
| 2000–01 | Philadelphia | 15 | 0  | 8.3  | .444 | .250 | .571 | .9  | .5  | 1.0 | .0  | 2.3  |
| 2001–02 | Philadelphia | 3  | 0  | 2.7  | .333 | .000 | .000 | .3  | .0  | .0  | .0  | .7   |
| 2002–03 | Dallas       | 17 | 7  | 17.9 | .548 | .462 | .550 | 3.0 | 1.6 | .3  | .0  | 5.7  |
| 2005–06 | Phoenix      | 17 | 17 | 39.6 | .479 | .465 | .829 | 2.8 | 2.2 | .6  | .2  | 13.6 |
| 2006–07 | Phoenix      | 11 | 11 | 39.8 | .460 | .444 | .857 | 3.0 | 1.8 | .9  | .2  | 10.2 |
| 2007–08 | Phoenix      | 5  | 5  | 43.0 | .568 | .650 | .813 | 5.6 | 2.2 | .4  | .2  | 13.6 |
| Total   | Total        | 68 | 40 | 25.9 | .492 | .466 | .743 | 2.6 | 1.5 | .6  | .1  | 8.0  |